# París-Niça 1987
La París-Niça 1987 fou la 45a edició de la París-Niça. És un cursa ciclista que es va disputar entre el 8 i el 15 de març de 1987. La cursa fou guanyada per l'irlandès Sean Kelly de l'equip Kas per davant dels francesos Jean-François Bernard (Toshiba-Look) i Laurent Fignon (Système U). Kelly també s'emportà la classificació de la muntanya, Luc Roosen la dels joves i el conjunt Système U la d'equips.
Sean Kelly aconsegueix la seva sisena París-Niça consecutiva superant el rècord de cinc victòries de Jacques Anquetil.

## Participants
En aquesta edició de la París-Niça hi preneren part 134 corredors dividits en 15 equips: Kas, Toshiba-Look, Système U, Superconfex-Yoko, Carrera Jeans-Vagabond, Panasonic-Isostar, Fagor-MBK, Z-Peugeot, R.M.O.-Mavic-Liberia, Hitachi, Teka, B.H. Sport, PDM-Concorde, ADR-Fangio-IOC-MBK, ANC-Halfords. La prova l'acabaren 87 corredors.

## Resultats de les etapes
| Etapes              | Data       | Recorregut                                  | Km     | Vencedor d'etapa       | Líder de la general    |
| ------------------- | ---------- | ------------------------------------------- | ------ | ---------------------- | ---------------------- |
| Pròleg              | 8 de març  | París (CRI)                                 | 5.5 km | Jean-Luc Vandenbroucke | Jean-Luc Vandenbroucke |
| 1a etapa            | 9 de març  | Champigny-sur-Yonne (CRE)                   | 47 km  | Carrera Jeans-Vagabond | Stephen Roche          |
| 2a etapa            | 10 de març | Châlons-sur-Saône-Saint-Étienne             | 203 km | Eddy Planckaert        | Stephen Roche          |
| 3a etapa            | 11 de març | Saint-Étienne-Mont Ventoux (Chalet Reynard) | 244 km | Sean Kelly             | Stephen Roche          |
| 4a etapa            | 12 de març | Miramas-Mont Faron                          | 193 km | Jean-François Bernard  | Jean-François Bernard  |
| 5a etapa            | 13 de març | Toló-Saint-Tropez                           | 208 km | Laurent Fignon         | Stephen Roche          |
| 6a etapa            | 14 de març | Saint-Tropez -Mandelieu-la-Napoule          | 155 km | Jean-Claude Bagot      | Stephen Roche          |
| 7a etapa, 1r sector | 15 de març | Mandelieu-la-Napoule-Niça                   | 104 km | Laurent Fignon         | Sean Kelly             |
| 7a etapa, 2n sector | 15 de març | Niça-Coll d'Èze (CRI)                       | 10 km  | Stephen Roche          | Sean Kelly             |

## Etapes

### Pròleg
8-03-1987. París, 5.5 km. CRI
|   | Ciclista               | Equip                  | Temps  |
| - | ---------------------- | ---------------------- | ------ |
| 1 | Jean-Luc Vandenbroucke | Kas                    | 7' 08" |
| 2 | Thierry Marie          | Système U              | + 1"   |
| 3 | Stephen Roche          | Carrera Jeans-Vagabond | + 7"   |

### 1a etapa
9-03-1987. Champigny-sur-Yonne, 47 km. (CRE)
|   | Equip                  | Temps   |
| - | ---------------------- | ------- |
| 1 | Carrera Jeans-Vagabond | 58' 04" |
| 2 | Système U              | + 19"   |
| 3 | Kas                    | + 28"   |

### 2a etapa
10-03-1987. Châlons-sur-Saône-Saint-Étienne 203 km.
|   | Ciclista        | Equip             | Temps      |
| - | --------------- | ----------------- | ---------- |
| 1 | Eddy Planckaert | Panasonic-Isostar | 5h 28' 18" |
| 2 | Sean Kelly      | Kas               | m. t.      |
| 3 | Sean Yates      | Fagor-MBK         | m. t.      |

### 3a etapa
11-03-1987. Saint-Étienne-Mont Ventoux (Chalet Reynard) 244 km.
|   | Ciclista      | Equip                  | Temps      |
| - | ------------- | ---------------------- | ---------- |
| 1 | Sean Kelly    | Kas                    | 7h 45' 52" |
| 2 | Stephen Roche | Carrera Jeans-Vagabond | m. t.      |
| 3 | Ronan Pensec  | Z-Peugeot              | + 9"       |

### 4a etapa
12-03-1987. Miramas-Mont Faron, 193 km.
|   | Ciclista              | Equip        | Temps      |
| - | --------------------- | ------------ | ---------- |
| 1 | Jean-François Bernard | Toshiba-Look | 5h 25' 12" |
| 2 | Thierry Marie         | Système U    | + 1' 32"   |
| 3 | Pedro Muñoz           | Fagor-MBK    | + 3' 00"   |

### 5a etapa
13-03-1987. Toló-Saint-Tropez, 208 km.
|   | Ciclista       | Equip     | Temps      |
| - | -------------- | --------- | ---------- |
| 1 | Laurent Fignon | Système U | 5h 03' 54" |
| 2 | Sean Kelly     | Kas       | + 7"       |
| 3 | Eric Boyer     | Système U | m. t.      |

### 6a etapa
14-03-1987. Saint-Tropez-Mandelieu-la-Napoule, 155 km.
|   | Ciclista          | Equip                | Temps      |
| - | ----------------- | -------------------- | ---------- |
| 1 | Jean-Claude Bagot | Fagor-MBK            | 4h 24' 55" |
| 2 | Jacques Decrion   | Kas                  | + 12"      |
| 3 | Patrice Esnault   | R.M.O.-Mavic-Liberia | + 1' 46"   |

### 7a etapa, 1r sector
15-03-1987. Mandelieu-la-Napoule-Niça, 104 km.
Roche perd la primera posició en la general per culpa d'una punxada.
|   | Ciclista              | Equip        | Temps      |
| - | --------------------- | ------------ | ---------- |
| 1 | Laurent Fignon        | Système U    | 2h 58' 56" |
| 2 | Sean Kelly            | Kas          | + 3"       |
| 3 | Jean-François Bernard | Toshiba-Look | + 19"      |

### 7a etapa, 2n sector
15-03-1987. Niça-Coll d'Èze, 10 km. CRI
|   | Ciclista              | Equip                  | Temps   |
| - | --------------------- | ---------------------- | ------- |
| 1 | Stephen Roche         | Carrera Jeans-Vagabond | 19' 47" |
| 2 | Sean Kelly            | Kas                    | + 10"   |
| 3 | Jean-François Bernard | Toshiba-Look           | + 19"   |

## Classificacions finals

### Classificació general
|    | Ciclista              | Equip                  | Temps       |
| -- | --------------------- | ---------------------- | ----------- |
| 1  | Sean Kelly            | Kas                    | 31h 18' 46" |
| 2  | Jean-François Bernard | Toshiba Look           | + 1' 07"    |
| 3  | Laurent Fignon        | Système U              | + 1' 10"    |
| 4  | Stephen Roche         | Carrera Jeans-Vagabond | + 1' 17"    |
| 5  | Eric Boyer            | Système U              | + 2' 01"    |
| 6  | Jean-Claude Bagot     | Fagor-MBK              | + 3' 49"    |
| 7  | Ronan Pensec          | Z-Peugeot              | + 4' 59"    |
| 8  | Urs Zimmermann        | Carrera Jeans-Vagabond | + 5' 38"    |
| 9  | Iñaki Gastón          | Kas                    | + 6' 27"    |
| 10 | Claude Criquielion    | Hitachi                | + 6' 45"    |

## Evolució de les classificacions
| Etapa (Vencedor)                     | Classificació general  |
| ------------------------------------ | ---------------------- |
| 0Pròleg (Jean-Luc Vandenbroucke)     | Jean-Luc Vandenbroucke |
| 0Etapa 1 (Carrera Jeans-Vagabond)    | Stephen Roche          |
| 0Etapa 2 (Eddy Planckaert)           | Stephen Roche          |
| 0Etapa 3 (Sean Kelly)                | Stephen Roche          |
| 0Etapa 4 (Jean-François Bernard)     | Jean-François Bernard  |
| 0Etapa 5 (Laurent Fignon)            | Stephen Roche          |
| 0Etapa 6 (Jean-Claude Bagot)         | Stephen Roche          |
| 0Etapa 7, 1r sector (Laurent Fignon) | Sean Kelly             |
| 0Etapa 7, 2n sector (Stephen Roche)  | Sean Kelly             |